# Microsoft Planner
Microsoft Plannerは、Microsoft 365で利用できる計画作成アプリケーション。 このアプリケーションは、Microsoft 365のプレミアム版利用者、ビジネスでの使用、教育者が利用できる 。 
2016年6月6日、 マイクロソフトはこのアプリケーションを一般利用者が利用できるようにし、最初の数週間で対象のサブスクリプションプランにロールアウトした。 
Plannerを使用すると、ユーザーとチームは計画を作成し、タスクを組み立てと割り当てを行い、ファイルを共有し、他のユーザーと通信して共同作業を行い、Microsoft 365プラットフォームでさまざまな手段を使用して進行状況の更新を受け取ることができる。 Plannerで作成された新しいプランごとに、自動的に新しいMicrosoft 365グループが作成される 。 